# La Balme-de-Sillingy
Pour les articles homonymes, voir Balme et Sillingy.
La Balme-de-Sillingy [la balm də silɛ̃ʒi] est une commune française située dans le département de la Haute-Savoie, en région Auvergne-Rhône-Alpes. Elle fait partie de la communauté de communes Fier et Usses (CCFU).

## Géographie

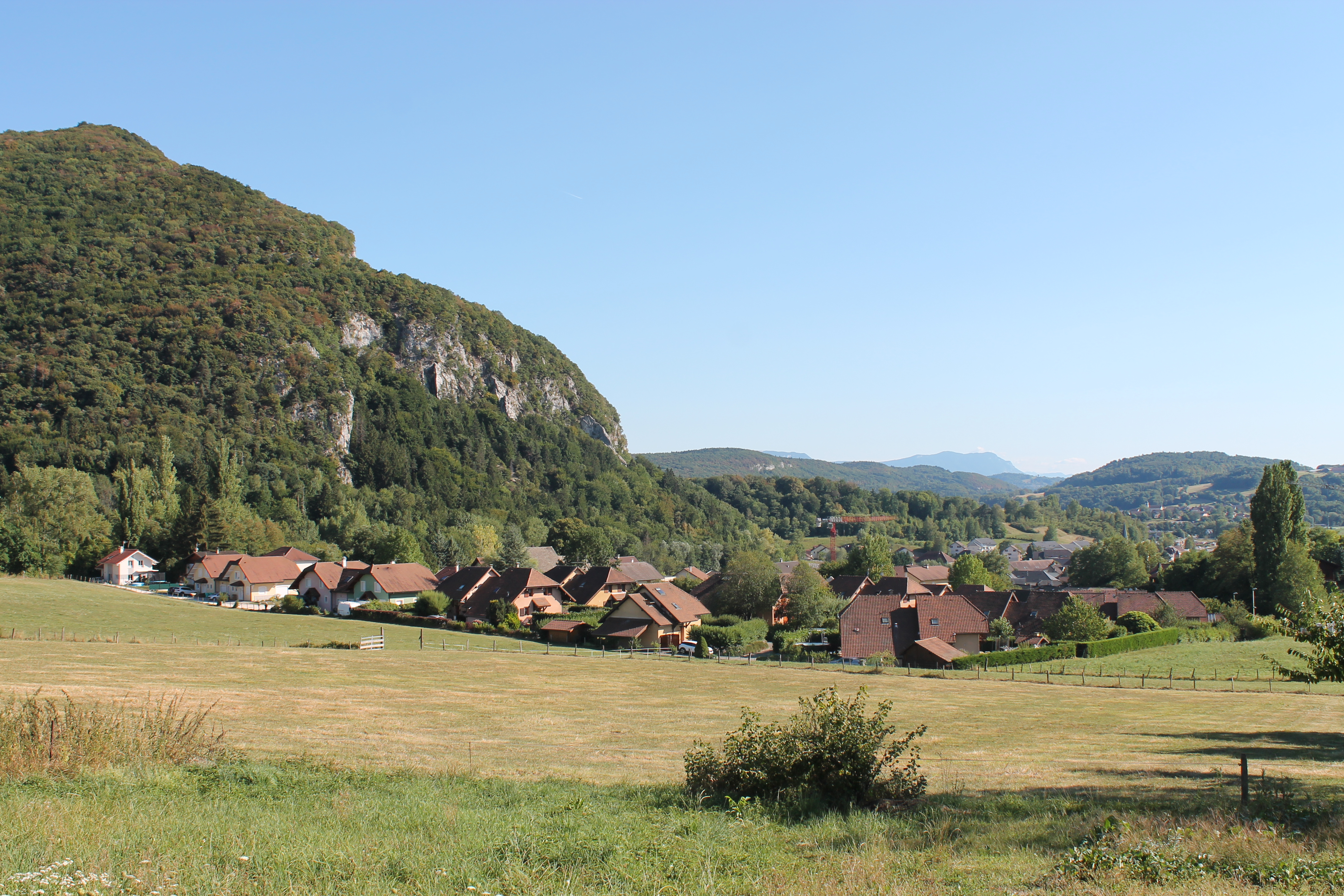
Vue sur La Balme-de-Sillingy depuis le château de Dalmaz.

### Situation
La Balme-de-Sillingy se caractérise par son lac et la montagne de la Mandallaz. La commune se situe à une altitude minimale de 470 mètres et à une altitude maximale de 923 mètres au sommet de la montagne de la Mandallaz. La commune se trouve à 10 km au nord-ouest d'Annecy.
La commune compte 23 hameaux en plus du chef-lieu :
- Avully
- Bovagne
- Marachon
- Marsay
- Mondragon
- La Bâthie
- La Bonasse
- La Caille
- La Câtie
- La Gruenna
- Le Chêne
- Le Clos du Parc
- Lesvaux
- Les Berges
- Les Devins
- Les Érables
- Les Fraises Sauvages
- Les Vernes
- Lompraz
- Sasserot
- Vallières
- Vincy

### Climat
Le climat y est de type montagnard.

### Voies de communication et transport
La commune est desservie par :
- la RN 508, section Annecy - Bellegarde-sur-Valserine ;
- l'autoroute A41, sortie « Annecy-Sud » (10 km) ;
- le TGV ou le TER dans les gares d'Annecy (10 km) ;
- l'aéroport international de Genève (48 km) ou l'aéroport régional d'Annecy (8 km).

Depuis 2011, une voie de contournement permet aux voitures d'éviter le centre du bourg.

## Urbanisme

### Typologie
Au 1er janvier 2024, La Balme-de-Sillingy est catégorisée ceinture urbaine, selon la nouvelle grille communale de densité à sept niveaux définie par l'Insee en 2022.
Elle appartient à l'unité urbaine d'Annecy, une agglomération intra-départementale regroupant quatorze  communes, dont elle est une commune de la banlieue,,. Par ailleurs la commune fait partie de l'aire d'attraction d'Annecy, dont elle est une commune de la couronne,. Cette aire, qui regroupe 79 communes, est catégorisée dans les aires de 200 000 à moins de 700 000 habitants,.

### Occupation des sols
L'occupation des sols de la commune, telle qu'elle ressort de la base de données européenne d’occupation biophysique des sols Corine Land Cover (CLC), est marquée par l'importance des territoires agricoles (43,4 % en 2018), en diminution par rapport à 1990 (46,5 %). La répartition détaillée en 2018 est la suivante : 
forêts (39,9 %), terres arables (32,2 %), zones urbanisées (14,5 %), prairies (11,2 %), zones industrielles ou commerciales et réseaux de communication (2,2 %).
L'IGN met par ailleurs à disposition un outil en ligne permettant de comparer l’évolution dans le temps de l’occupation des sols de la commune (ou de territoires à des échelles différentes). Plusieurs époques sont accessibles sous forme de cartes ou photos aériennes : la carte de Cassini (XVIIIe siècle), la carte d'état-major (1820-1866) et la période actuelle (1950 à aujourd'hui).

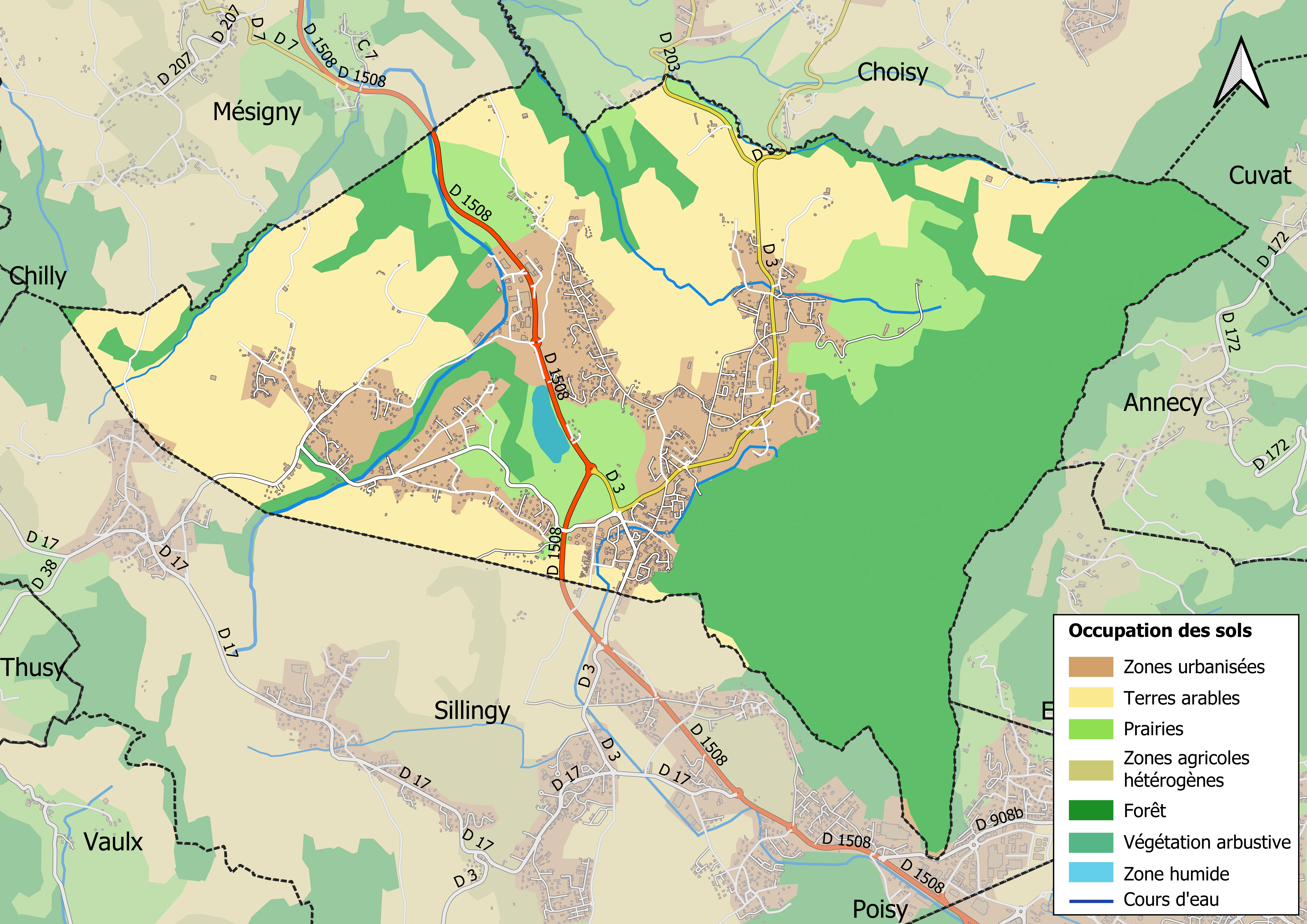
Carte des infrastructures et de l'occupation des sols en 2018 (CLC) de la commune.
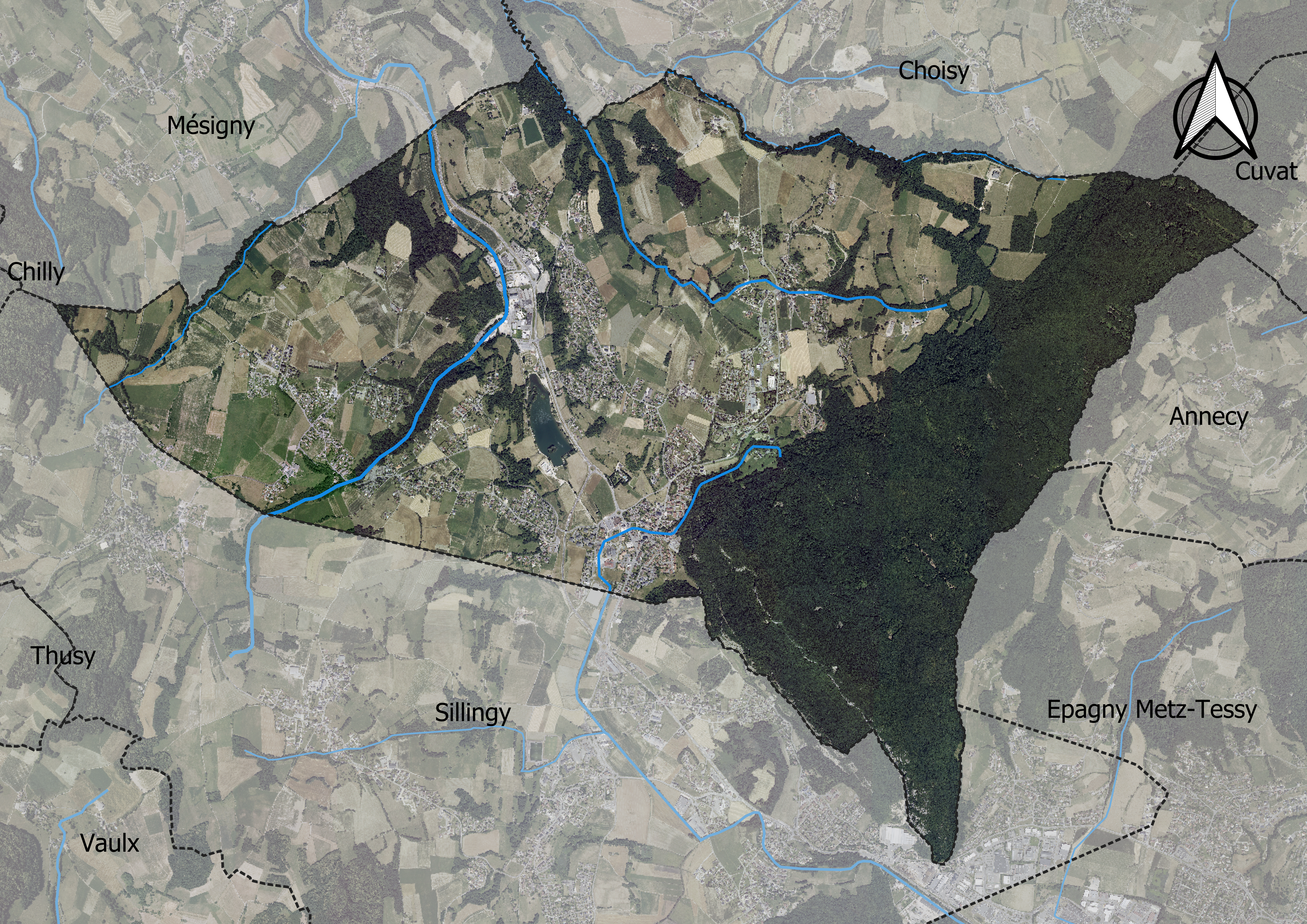
Carte orthophotogrammétrique de la commune.

## Toponymie
Le toponyme La Balme-de-Sillingy est composé du nom La Balme signifie un abri rocheux ou grotte situé à Sillingy. La commune de Sillingy étant située à moins de 2 km de là. Le terme « balme » vient directement de l'ancien français qui lui-même vient du bas latin balma (abri sous roche).
En francoprovençal, le nom de la commune s'écrit La Bârma-dè-Flyêzhi, selon la graphie de Conflans.

## Histoire
Les premières traces de vie humaine à La Balme remontent à 3340 av. J.-C.[réf. nécessaire]
Il existait également un oppidum, attestant la présence des Gaulois dans le passé[réf. nécessaire].

### L'épidémie de coronavirus de 2020
Le 25 février, la presse révèle une victime locale de l'épidémie de coronavirus, 64 ans, entrepreneur en lien avec la Lombardie, qui a appelé le 15 la veille. Sa compagne, sa fille et un ami, sont dépistés positifs parmi les 60 contacts fournis à l'Agence régionale de santé (ARS), qui enquête sur leurs contacts aussi.
Dès le 27 février, les manifestations festives, sportives ou culturelles de la commune sont annulées, la crèche, le centre de loisirs, les écoles et le relais d'assistantes maternelles sont fermés. Les habitants sont invités à « limiter les déplacements au strict minimum ». Le 1er mars, six cas sont confirmés, dont le maire. Le nombre passe à 19, le 2 mars. 48 personnes sont affectées en Haute-Savoie dont la grande majorité est liée au foyer de contagion de La Balme-de-Sillingy.

## Politique et administration

### Situation administrative
La commune de La Balme-de-Sillingy appartient au canton d'Annecy-1, qui compte, selon le redécoupage cantonal de 2014, 9 communes et une fraction de la ville d'Annecy. Avant ce redécoupage, elle appartenait au canton d’Annecy-Nord-Ouest.
Elle fait partie de la communauté de communes Fier et Usses (CCFU) qui regroupe six autres communes, Sillingy, Choisy, Lovagny, Mésigny, Nonglard et Sallenôves. Initialement, les six communes rurales du canton d’Annecy-Nord-Ouest forme en 1992 un EPCI autour du territoire du Fier et des Usses, qui évolue en 2002 en communauté de communes, que la commune de Sallenôves rejoint.
La Balme-de-Sillingy relève de l'arrondissement d'Annecy et de la première circonscription de la Haute-Savoie, dont la députée est Véronique Riotton (LaREM) depuis les élections de 2017.

### Liste des maires
| Période                                  | Période   | Identité         | Étiquette    | Qualité |
| ---------------------------------------- | --------- | ---------------- | ------------ | --- |
| Les données manquantes sont à compléter. |           |                  |              | |
| mars 1965                                | mars 1989 | Georges Daviet   | DVD          | |
| mars 1989                                | mars 1992 | Jacques Michaut  |              | Agent EDF |
| mars 1992                                | mars 2008 | Claude Beaubay   | RPR puis UMP | Ancien restaurateur, maire honoraire                                                                           |
| mars 2008                                | mai 2020  | François Daviet  | DVD          | Chef d'entreprise Conseiller départemental d'Annecy-1 (2015 → ) Président de la CC Fier et Usses (2008 → 2020) |
| mai 2020                                 | En cours  | Séverine Mugnier | DVD          | Assistante dentaire 2e vice-présidente de la CC Fier et Usses (2020 → )                                        |

### Jumelages
- Colle Umberto (Italie).

## Population et société

### Démographie
Ses habitants sont appelés les Balméens.
L'évolution du nombre d'habitants est connue à travers les recensements de la population effectués dans la commune depuis 1793. Pour les communes de moins de 10 000 habitants, une enquête de recensement portant sur toute la population est réalisée tous les cinq ans, les populations de référence des années intermédiaires étant quant à elles estimées par interpolation ou extrapolation. Pour la commune, le premier recensement exhaustif entrant dans le cadre du nouveau dispositif a été réalisé en 2006.

En 2022, la commune comptait 5 215 habitants, en évolution de +4,07 % par rapport à 2016 (Haute-Savoie : +6,01 %, France hors Mayotte : +2,11 %).
| 1793 | 1800 | 1806 | 1822 | 1838 | 1848 | 1858 | 1861 | 1866 |
| ---- | ---- | ---- | ---- | ---- | ---- | ---- | ---- | ---- |
| 376  | 410  | 460  | 500  | 685  | 774  | 739  | 761  | 761  |

| 1872 | 1876 | 1881 | 1886 | 1891 | 1896 | 1901 | 1906 | 1911 |
| ---- | ---- | ---- | ---- | ---- | ---- | ---- | ---- | ---- |
| 759  | 829  | 860  | 908  | 841  | 741  | 715  | 723  | 697  |

| 1921 | 1926 | 1931 | 1936 | 1946 | 1954 | 1962 | 1968 | 1975  |
| ---- | ---- | ---- | ---- | ---- | ---- | ---- | ---- | ----- |
| 638  | 669  | 624  | 560  | 569  | 554  | 573  | 589  | 1 007 |

| 1982  | 1990  | 1999  | 2006  | 2011  | 2016  | 2021  | 2022  | - |
| ----- | ----- | ----- | ----- | ----- | ----- | ----- | ----- | - |
| 1 940 | 3 075 | 3 729 | 4 315 | 5 029 | 5 011 | 5 167 | 5 215 | - |

### Médias
- Télévision locale : TV8 Mont-Blanc.

### Événements
La commune organise ou accueille différents événements :
- depuis 2003, le Festival des Arts Scéniques mi-mars. Durant une semaine, une dizaine de troupes se produisent chaque soir à l'Espace 2000. Le Festival par une soirée d'inauguration gratuite à la salle Georges Daviet.
- mi-Avril, la Mandallaz Festi'Nature, organisée par l'association Nature & Terroirs en partenariat avec la mairie, un événement 100 % nature au bord du lac. Ateliers, initiations sportives, producteurs, marché aux plantes, animaux, etc.
- au début du mois de juillet, La Fête du Lac avec un feu d'artifice accompagné d'une soirée dansante ;
- dernier dimanche d'octobre, au chef-lieu, La Foire de la Bathie, une foire agricole avec notamment un concours bovin, un vide-grenier, une fête foraine, des stands d'associations de la commune, des stands de producteurs locaux et divers exposants, et de nombreuses animations.
- début décembre, le marché de Noël.

## Culture et patrimoine

### Lieux et monuments
- Le lac de La Balme.

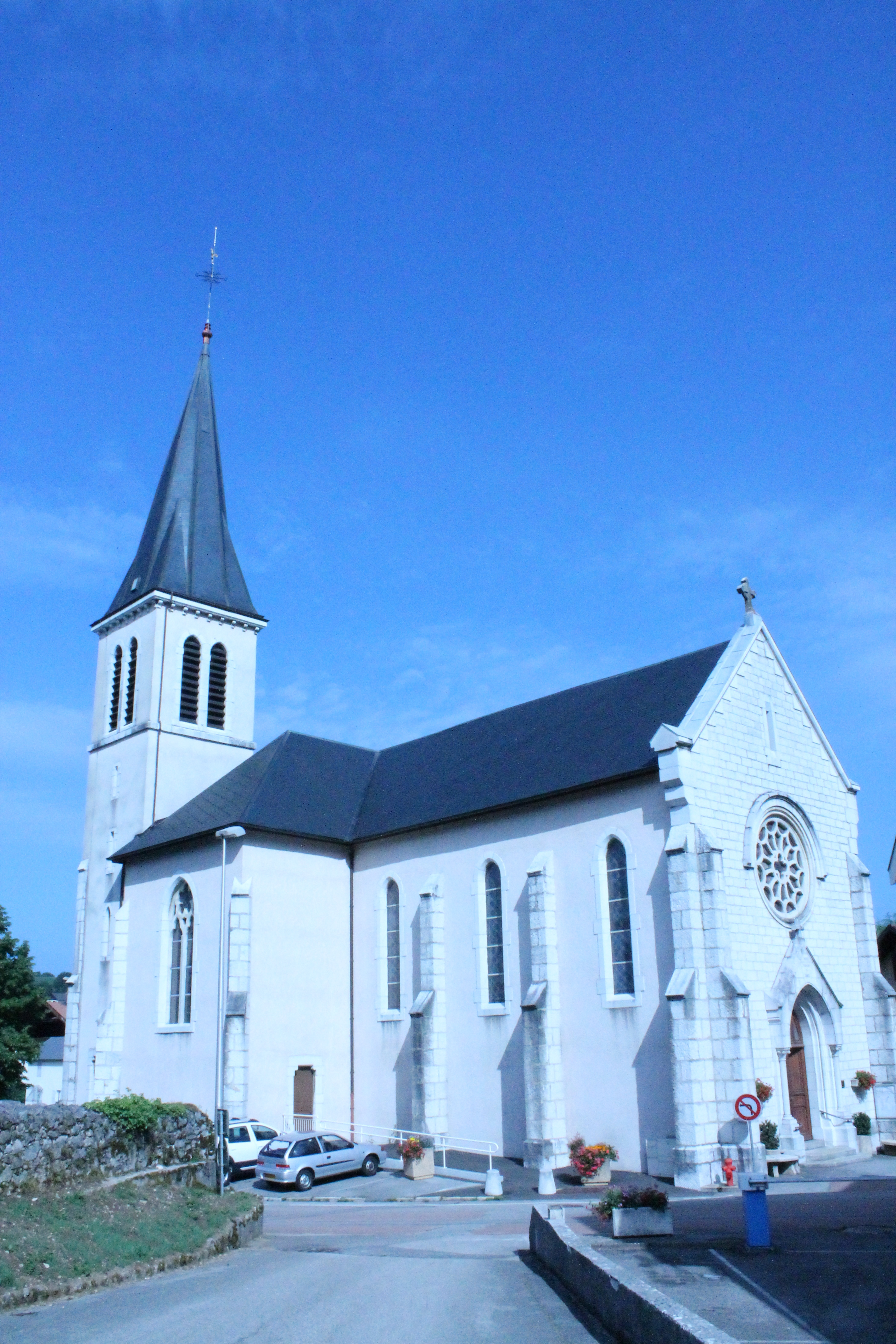
Église Saint-Martin de La Balme-de-Sillingy.

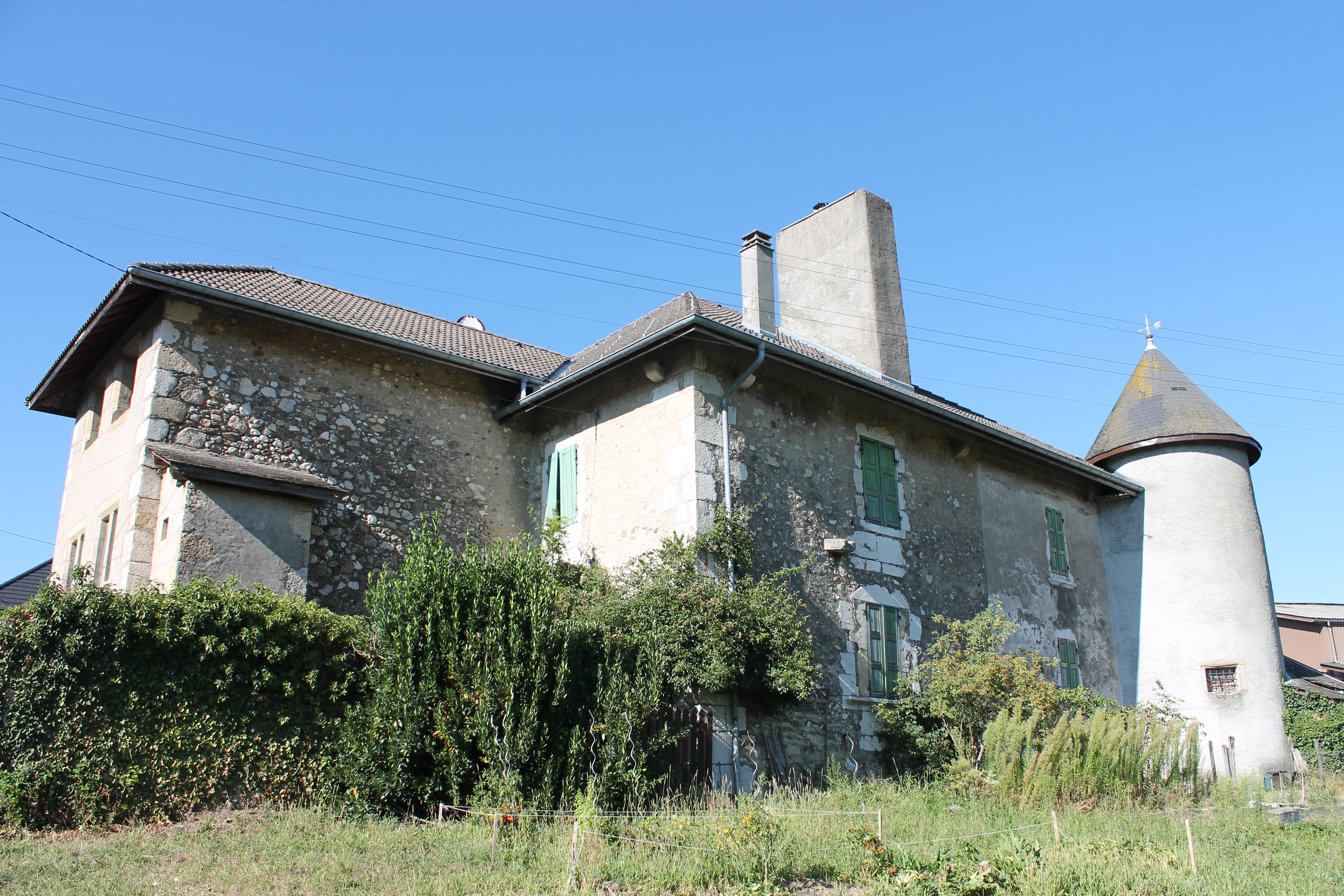
Maison forte de Dalmaz (XIIIe-XIVe), escalier (à gauche) et une tour ronde (à droite), façade sud (août 2018).

- La collection nationale de cerisiers à fleurs d'Asie[25],[26].
- La montagne de la Mandallaz.
- La grotte préhistorique de La Balme.
- L'église Saint-Martin.

La commune possédait plusieurs châteaux dont :
- Le château de la Balme ou de Cosengier (Cosingier) ou de La Balme de Cossengy (XIVe – XVIe siècle), résidence des comtes de Genève[27]. Un autre château, celui de la Bâthie, venait compléter le système défensif du premier sur la route entre Annecy et Genève. Au chef-lieu, il existait deux maisons fortes dont l'une subsiste encore de nos jours.
- le château de la Bâtie ou Bâthie[28],[29], (Bastie en 1308, ville Bastie en 1368[30], disparu), situé au lieu-dit éponyme ;
- la maison forte de Dalmaz, située au hameau éponyme (propriété privée, exploitation agricole)[31].

### Héraldique
| Armes de la Balme de Sillingy. | Les armes de La Balme-de-Sillingy se blasonnent ainsi : D'or à un mont de sinople percé d'une grotte de sable mouvant de la pointe, accompagné en chef d'une colombe volante d'azur. |

### Personnalités liées à la commune
- sainte Colette de Corbie, séjourna au château de La Balme.
- Léon-Albert Terrier (natif, 1893-1957), évêque de Tarentaise (1938) puis de Bayonne (1944).